# 1623
El 1623 (MDCXXIII) va ser un any comú començat en diumenge.

## Esdeveniments
Països Catalans
Resta del món
- Inventat el predecessor de la calculadora.
- Escollit el Papa Urbà VIII.

## Naixements
Països Catalans
Resta del món
- 19 de juny - Clermont-Ferrand, França: Blaise Pascal, filòsof, matemàtic, físic, inventor, escriptor, moralista, místic i teòleg occità (m. 1662).[1]

## Necrològiques
Països Catalans
- 26 de juliol, València: Gaspar Aguilar, escriptor valencià (n. 1561).

Resta del món
- 4 de juliol - Stondon Massey, Essex (Anglaterra): William Byrd, un dels primers compositors anglesos coneguts (n. 1540).[2]
- Hieronim Morsztyn, poeta en polonès del barroc.